# Euclea ferruginea
Euclea ferruginea är en fjärilsart som beskrevs av Alpheus Spring Packard 1864. Euclea ferruginea ingår i släktet Euclea, och familjen snigelspinnare. Inga underarter finns listade i Catalogue of Life.